# Gazda Ferenc
Gazda Ferenc (Haraly, 1920. október 25. – 1996) erdélyi magyar nyelvész, tankönyvíró.

## Életpályája
Középiskolai tanulmányait a kézdivásárhelyi, gyulafehérvári és kolozsvári katolikus gimnáziumokban végezte, a kolozsvári egyetemen tanári, majd bölcsészdoktori diplomát szerzett. Három évig tanársegédként dolgozott a Bolyai Tudományegyetem egyetemes történeti katedráján, de 1948-ban elbocsátották azzal az indoklással, hogy nem birtokolja megfelelő szinten a marxista–leninista ideológiát és a történelmi materialista ﬁlozófiát. Ezt követően a kolozsvári Magyar Nyelvtudományi Intézet munkatársaként részt vett a nyelvjáráskutatásban és nyelvatlaszi munkálatokban. Gróf Kemény József és Mike Sándor levelezése (Erdélyi Tudományos Füzetek 156., Kolozsvár 1943) és Csomakőrös helynevei (Kolozsvár 1943) című munkái forrásértékűek.
A Bolyai Tudományegyetem történelmi tanszékén tanársegéd (1945–49), majd kolozsvári iskolákban tanárként dolgozott. 1957. március 21-én letartóztatták, és a Dobai-perben hazaárulás, valamint a Román Népköztársaság külső és belső biztonsága ellen elkövetett bűntény feljelentésének elmulasztása miatt egyhangú szavazattal tíz év szigorított börtönbüntetésre, valamint vagyonának teljes elkobzására ítélték. Nyolc évet töltött a szamosújvári börtönben, kiszabadulása után a kolozsvári kisipari termelőszövetkezet könyvelője volt. Elrabolt esztendők címen a Szabadságban számolt be börtönéveiről folytatásokban (1991. augusztus 13. – november 13.).
Nyelvtankönyvet szerkesztett a II. osztály számára (1953), majd Fejér Miklóssal közösen állított össze nyelvtankönyveket a felsőbb osztályok számára is (1954–58).